# Lutjanus ehrenbergii
Lutjanus ehrenbergii är en fiskart som först beskrevs av Peters, 1869.  Lutjanus ehrenbergii ingår i släktet Lutjanus och familjen Lutjanidae. Inga underarter finns listade i Catalogue of Life.